# Denti di Terrarossa
I Denti di Terrarossa (in tedesco: Rosszähne) sono una serie di picchi tagliati da piccole tacche nel gruppo Sciliar nelle Dolomiti. Il loro punto più alto è il Gran Dente di Terrarossa (Großen Rosszahns), situato a 2.653 m s.l.m. all'incirca al centro della catena.

## Posizione e dintorni
I Denti di Terrarossa, che corrono in direzione est-ovest, si trovano nella zona di confine tra Alto Adige e Trentino nelle Dolomiti occidentali. La parte altoatesina è protetta nel Parco naturale dello Sciliar-Catinaccio. I fianchi che si staccano a nord verso l'Alpe di Siusi si trovano nel comune di Castelrotto. I fianchi meridionali appartengono a Tires a ovest dalla vetta, a Campitello di Fassa a est dalla vetta Cima di Terrarossa. Mentre la serie di cime termina ad est in una catena di colline tra l'Alpe di Siusi e la Val Duron, la Cima di Terrarossa (Roterdspitze) sorge all'estremità occidentale, a 2.655 m il punto più alto del gruppo dello Sciliar. Appena a sud dei Denti di Terrarossa si trova la sella dell'Alpe di Tires, che separa il gruppo dello Sciliar dal Catinaccio e offre spazio per il Rifugio Alpe di Tires.

## Ascensione
In passato l'alpinismo prestava poca attenzione ai Denti di Terrarossa. Fu solo negli anni '60 che furono resi accessibili attraverso la via ferrata Maximilian. La via ferrata parte dall'Alpe di Tires e segue la cresta fino alla Cima di Terrarossa.